# 晒迈县
曬邁縣（英語：Sai Mai district）是泰國首都曼谷轄下的50個區之一。

## 概述
曬邁縣總面積44.615平方公里。 根據泰國官方於2022年所作的人口調查數據顯示：居住於曬邁縣的總人口為208928人。曬邁縣的人口密度為每平方公里4682.91人。
曬邁縣有一條運河，用於排放從泰國北部流入曼谷的雨水，但幾十年來缺乏維修，並被垃圾堵塞。2016年1月，泰國政府撥款16億泰銖修復運河，拓寬至38公尺，加深至4公尺。該項施工於2019年6月完成。